# Collegio elettorale di Isernia (Camera dei deputati)
Il collegio di Isernia fu un collegio elettorale uninominale della Repubblica Italiana per l'elezione della Camera dei deputati. Apparteneva alla circoscrizione Molise e fu utilizzato per eleggere un deputato nella XII, XIII e XIV legislatura.
Venne istituito nel 1993 con la cosiddetta Legge Mattarella (Legge n. 277, Nuove norme per l'elezione della Camera dei deputati), attuata in seguito al referendum abrogativo del 1993. La legge istituì per la Camera dei deputati e per il Senato della Repubblica un sistema di elezione misto, in parte maggioritario e in parte proporzionale. Il 75% dei parlamentari dell'assemblea veniva eletto in collegi uninominali tramite sistema maggioritario a turno unico; il restante 25% alla Camera veniva eletto tramite sistema proporzionale con liste bloccate.
Il collegio venne abolito insieme a tutti gli altri che costituivano la Camera con la promulgazione della legge elettorale successiva, la cosiddetta Legge Calderoli. Questa prevedeva un sistema proporzionale con premio di maggioranza, che alla Camera veniva attribuito a livello nazionale.

## Territorio
Il collegio di Isernia era uno dei 3 collegi uninominali in cui era suddiviso il Molise e, come previsto dal D.Lgs. del 20 dicembre 1993 n. 536, comprendeva l'intera provincia di Isernia e parte di quella di Campobasso, in particolare i comuni di Colle d'Anchise, San Massimo, San Polo Matese e Spinete.

## Eletti
| Elezione | Elezione                | Deputato       | Partito                    |
| -------- | ----------------------- | -------------- | -------------------------- |
|          | 1994                    | Eugenio Riccio | Polo del Buon Governo (AN) |
| 1996     | Polo delle Libertà (AN) | Eugenio Riccio |                            |
| 2001     | Casa delle Libertà (AN) | Eugenio Riccio |                            |

## Dati elettorali

### XII legislatura

#### Risultati proporzionale
| Coalizioni        | Coalizioni                      | Liste                                 | Liste                              | Voti   | %     |
| ----------------- | ------------------------------- | ------------------------------------- | ---------------------------------- | ------ | ----- |
|                   | Polo del Buon Governo           |                                       | Alleanza Nazionale                 | 12.322 | 20,38 |
|                   | Polo del Buon Governo           | Forza Italia                          | 10.488                             | 17,34  |       |
|                   | Polo del Buon Governo           | Centro Cristiano Democratico          | 1.498                              | 2,48   |       |
| Totale coalizione | Totale coalizione               | 24.308                                | 40,20                              |        |       |
|                   | Progressisti                    |                                       | Partito Democratico della Sinistra | 11.178 | 18,48 |
|                   | Progressisti                    | Rifondazione Comunista                | 2.927                              | 4,84   |       |
|                   | Progressisti                    | Partito Socialista Italiano           | 1.941                              | 3,21   |       |
|                   | Progressisti                    | Alleanza Democratica                  | 1.784                              | 2,95   |       |
|                   | Progressisti                    | Federazione dei Verdi                 | 1.460                              | 2,41   |       |
|                   | Progressisti                    | Movimento per la Democrazia - La Rete | 694                                | 1,15   |       |
| Totale coalizione | Totale coalizione               | 19.984                                | 33,04                              |        |       |
|                   | Patto per l'Italia              |                                       | Partito Popolare Italiano          | 10.347 | 17,11 |
|                   | Patto per l'Italia              | Patto Segni                           | 2.829                              | 4,68   |       |
| Totale coalizione | Totale coalizione               | 13.176                                | 21,79                              |        |       |
|                   | Socialdemocrazia                | Socialdemocrazia                      | Socialdemocrazia                   | 1.504  | 2,49  |
|                   | Partito Popolare Progressista   | Partito Popolare Progressista         | Partito Popolare Progressista      | 817    | 1,35  |
|                   | Movimento Cattolico Democratico | Movimento Cattolico Democratico       | Movimento Cattolico Democratico    | 477    | 0,79  |
|                   | Rinnovamento                    | Rinnovamento                          | Rinnovamento                       | 206    | 0,34  |
| Totale            | Totale                          | Totale                                | Totale                             | 60.472 |       |

#### Risultati uninominale
|                               | Eugenio Riccio ✔️ Eletto | Polo del Buon Governo (FI - AN) | 22 657 | 36,16 |  |  |  |  |  |
|                               | Vincenzo Di Giacomo      | Progressisti                    | 19 706 | 31,45 |  |  |  |  |  |
|                               | Giuseppe Laurelli        | Patto per l'Italia              | 10 596 | 16,91 |  |  |  |  |  |
|                               | Paolo Nuvoli             | Centro Cristiano Democratico    | 6 923  | 11,05 |  |  |  |  |  |
|                               | Sergio Sammartino        | Socialdemocrazia per le Libertà | 1 573  | 2,51  |  |  |  |  |  |
|                               | Umberto Paolo Bevacqua   | Partito Popolare Progressista   | 1 199  | 1,91  |  |  |  |  |  |
| Totale                        | Totale                   | Totale                          | 62 654 | 100   |  |  |  |  |  |
|                               |                          |                                 |        |       |  |  |  |  |  |
| Fonte: Ministero dell'interno |                          |                                 |        |       |  |  |  |  |  |

### XIII legislatura

#### Risultati proporzionale
| Coalizioni        | Coalizioni                         | Liste                                     | Liste                              | Voti   | %     |
| ----------------- | ---------------------------------- | ----------------------------------------- | ---------------------------------- | ------ | ----- |
|                   | Polo per le Libertà                |                                           | Alleanza Nazionale                 | 12.963 | 22,60 |
|                   | Polo per le Libertà                | Forza Italia                              | 12.072                             | 21,05  |       |
|                   | Polo per le Libertà                | CCD-CDU                                   | 6.219                              | 10,84  |       |
| Totale coalizione | Totale coalizione                  | 31.254                                    | 54,49                              |        |       |
|                   | L'Ulivo                            |                                           | Partito Democratico della Sinistra | 8.820  | 15,38 |
|                   | L'Ulivo                            | Popolari per Prodi (PPI-SVP-PRI-UD-Prodi) | 5.819                              | 10,15  |       |
|                   | L'Ulivo                            | Rinnovamento Italiano                     | 2.175                              | 3,79   |       |
|                   | L'Ulivo                            | Federazione dei Verdi                     | 969                                | 1,69   |       |
| Totale coalizione | Totale coalizione                  | 17.783                                    | 31,01                              |        |       |
|                   | Progressisti                       |                                           | Rifondazione Comunista             | 4.119  | 7,18  |
|                   | Movimento Sociale Fiamma Tricolore | Movimento Sociale Fiamma Tricolore        | Movimento Sociale Fiamma Tricolore | 1.674  | 2,92  |
|                   | Lista Pannella - Sgarbi            | Lista Pannella - Sgarbi                   | Lista Pannella - Sgarbi            | 1.388  | 2,42  |
|                   | Partito Socialista                 | Partito Socialista                        | Partito Socialista                 | 744    | 1,30  |
|                   | Risorgimento del Sud               | Risorgimento del Sud                      | Risorgimento del Sud               | 207    | 0,36  |
|                   | Rinnovamento                       | Rinnovamento                              | Rinnovamento                       | 184    | 0,32  |
| Totale            | Totale                             | Totale                                    | Totale                             | 57.353 |       |

#### Risultati uninominale
|                               | Eugenio Riccio ✔️ Eletto | Polo per le Libertà   | 30 926 | 73,97 |  |  |  |  |  |
|                               | Giuseppe Pompeo Santillo | Fiamma Tricolore      | 5 898  | 14,11 |  |  |  |  |  |
|                               | Pasquale Rufo            | Lista Pannella-Sgarbi | 4 985  | 11,92 |  |  |  |  |  |
| Totale                        | Totale                   | Totale                | 41 809 | 100   |  |  |  |  |  |
|                               |                          |                       |        |       |  |  |  |  |  |
| Fonte: Ministero dell'interno |                          |                       |        |       |  |  |  |  |  |

### XIV legislatura

#### Risultati proporzionale
| Coalizioni        | Coalizioni              | Liste                                 | Liste                   | Voti   | %     |
| ----------------- | ----------------------- | ------------------------------------- | ----------------------- | ------ | ----- |
|                   | Casa delle Libertà      |                                       | Forza Italia            | 19.891 | 33,22 |
|                   | Casa delle Libertà      | Alleanza Nazionale                    | 5.359                   | 8,95   |       |
|                   | Casa delle Libertà      | CCD-CDU                               | 3.956                   | 6,61   |       |
|                   | Casa delle Libertà      | Nuovo PSI                             | 2.937                   | 4,90   |       |
| Totale coalizione | Totale coalizione       | 32.143                                | 53,68                   |        |       |
|                   | L'Ulivo                 |                                       | Democratici di Sinistra | 8.829  | 14,74 |
|                   | L'Ulivo                 | La Margherita (Dem - PPI - RI- UDEUR) | 4.550                   | 7,60   |       |
|                   | L'Ulivo                 | Il Girasole (FdV - SDI)               | 1.621                   | 2,71   |       |
|                   | L'Ulivo                 | Comunisti Italiani                    | 620                     | 1,04   |       |
| Totale coalizione | Totale coalizione       | 15.620                                | 26,09                   |        |       |
|                   | Lista Di Pietro         | Lista Di Pietro                       | Lista Di Pietro         | 4.584  | 7,66  |
|                   | Democrazia Europea      | Democrazia Europea                    | Democrazia Europea      | 3.838  | 6,41  |
|                   | Rifondazione Comunista  | Rifondazione Comunista                | Rifondazione Comunista  | 1.861  | 3,11  |
|                   | Lista Pannella - Bonino | Lista Pannella - Bonino               | Lista Pannella - Bonino | 696    | 1,16  |
|                   | Fronte Nazionale        | Fronte Nazionale                      | Fronte Nazionale        | 475    | 0,79  |
|                   | Fiamma Tricolore        | Fiamma Tricolore                      | Fiamma Tricolore        | 444    | 0,74  |
|                   | Abolizione scorporo     | Abolizione scorporo                   | Abolizione scorporo     | 132    | 0,22  |
|                   | Paese Nuovo             | Paese Nuovo                           | Paese Nuovo             | 88     | 0,15  |
| Totale            | Totale                  | Totale                                | Totale                  | 59.881 |       |

#### Risultati uninominale
|                               | Eugenio Riccio ✔️ Eletto  | Casa delle Libertà       | 21 876 | 35,55 |  |  |  |  |  |
|                               | Aldo Patriciello          | Democrazia Europea       | 16 976 | 27,59 |  |  |  |  |  |
|                               | Ettore Di Domenico        | L'Ulivo                  | 16 876 | 27,43 |  |  |  |  |  |
|                               | Massimino Luigi De Tollis | Lista Di Pietro          | 4 434  | 7,21  |  |  |  |  |  |
|                               | Pierfrancesco Di Salvo    | Fronte Sociale Nazionale | 1 369  | 2,22  |  |  |  |  |  |
| Totale                        | Totale                    | Totale                   | 61 531 | 100   |  |  |  |  |  |
|                               |                           |                          |        |       |  |  |  |  |  |
| Fonte: Ministero dell'interno |                           |                          |        |       |  |  |  |  |  |